# Weike Wang
Weike Wang (Nanquín, Xina, 1989) és una escriptora xinesa que viu als Estats Units, país on va emigrar amb la seva família quan tenia 11 anys.

## Biografia
Wang va néixer a Nanquín, Xina, però ella i la seva família es van mudar quan tenia 5 anys. Va viure a Austràlia, Canadà i finalment, als 11 anys, als Estats Units, país al qual resideix des d'aleshores. Wang va descriure la comunitat en què va créixer com «una ciutat molt rural i tothom era blanc. Jo era l'única persona asiàtica de la meva escola».
Wang es va graduar en Química i es va doctorar en Salut pública a la Universitat Harvard, i també va estudiar Escriptura creativa a la Universitat de Boston.
Va començar a escriure relats en diverses revistes literàries, com Glimmer Train, Alaska Quarterly Review, Ploughshares, Kenyon Review, The New Yorker o Redivider. Amb la seva primera novel·la, Chemistry (2017), va guanyar el Premi PEN/Hemingway el 2018.

## Obres
- 2017: Chemistry, premi PEN/Hemingway 2018. En català: «Química», traducció de Neus Bonilla i Benages. Barcelona: Edicions 62, 2019[8]